# صلاحية الاختبار
صلاحية الاختبار هي المدى الذي يقيس فيه الاختبار (مثل الاختبار الكيميائي أو الفيزيائي أو الدراسي) ما يُفترَض قياسه بدقة. في مجالات الاختبار النفسي والاختبار التعليمي، «تشير الصلاحية إلى الدرجة التي تدعم بها الأدلة والنظريات تفسيرات درجات الاختبار الناجمة عن الاستخدامات المقترحة للاختبارات». على الرغم من أن النماذج الكلاسيكية قسمت المفهوم إلى «صلاحيات» مختلفة (مثل صلاحية المحتوى، وصلاحية المعيار، وصلاحية الإنشاء)، فإن الرأي السائد حاليًا هو أن الصلاحية بنية أحادية مفردة.
تعتبر الصلاحية بشكل عام أهم قضية في الاختبار النفسي والتربوي لأنها تتعلق بالمغزى الموضح في نتائج الاختبار. على الرغم من أن العديد من الكتب المدرسية تقدم الصلاحية كمنشأة ثابتة، تطورت نماذج مختلفة من الصلاحية منذ أول توصيات منشورة لبناء اختبارات نفسية وتعليمية. يمكن تصنيف هذه النماذج في مجموعتين أساسيتين: النماذج الكلاسيكية، والتي تشمل عدة أنواع من الصلاحية، والنماذج الحديثة، التي تقدم الصلاحية كمنشأة واحدة. تعيد النماذج الحديثة تنظيم «الصلاحيات» الكلاسيكية إمّا إلى «جوانب» الصلاحية أو «أنواع» الأدلة الداعمة للصلاحية.
يمكن اختبار / التحقق من صلاحية الاختبار نفسه باستخدام اختبارات الموثوقية بين التصنيفات، والموثوقية ضمن التصنيفات وقابلية التكرار (موثوقية إعادة الاختبار)، وغيرها من السمات، وعادةً ما يتم ذلك من خلال عمليات تشغيل متعددة للاختبار تُقارَن نتائجها. يساعد التحليل الإحصائي في تحديد ما إذا كانت الاختلافات بين النتائج المختلفة كبيرة بما يكفي لتكون مشكلة أو صغيرة بشكل مقبول.

## خلفية تاريخية
على الرغم من كون علماء النفس والمعلّمين على دراية بعدة جوانب من الصلاحية قبل الحرب العالمية الثانية، إلا أن طرق إثبات الصلاحية كانت مقيّدة بشكل عام بعلاقات درجات الاختبار مع بعض المعايير المعروفة. تحت إشراف لِي كرونباخ، حاولت التوصيات الفنية لعام 1954 الخاصة بالاختبارات النفسية وتقنيات التشخيص توضيح وتوسيع نطاق الصلاحية من خلال تقسيمها إلى أربعة أجزاء: (أ) الصلاحية المتزامنة، (ب) الصلاحية التنبؤية، (ج) صلاحية المحتوى، (د) بناء الصلاحية. قام منشور كرونباخ وميهل اللاحق بتجميع الصلاحية التنبؤية والمتزامنة في «التوجه المعياري»، الذي أصبح في نهاية المطاف صلاحية المعيار.
خلال العقود الأربعة التالية، عبّر العديد من واضعي النظريات، بمن فيهم كرونباخ نفسه، عن استيائهم من نموذج الصلاحية هذا، ثلاثة-في-واحد. وبلغت حججهم ذروتها في مقال صموئيل مسيك عام 1995 الذي وصف الصلاحية بأنها بنية واحدة، مؤلفة من ستة «جوانب». في رأيه، قد تتطلب الاستنتاجات المختلفة المقدّمة من درجات الاختبار أنواعًا مختلفة من الأدلة، ولكن لا تتطلب صلاحيات مختلفة.
تدوّن معايير عام 1999 للاختبارات التربوية والنفسية إلى حد كبير نموذج مسيك. تصف هذه المعايير خمسة أنواع من الأدلة الداعمة للصلاحية التي تتضمن كل جانب من جوانب مسيك، ولا تذكر محتوى النماذج الكلاسيكية والمعيار وبناء الصلاحية.